# Mytilinidion resinicola
Mytilinidion resinicola är en svampart som beskrevs av M.L. Lohman 1933. Mytilinidion resinicola ingår i släktet Mytilinidion och familjen Mytilinidiaceae.   Inga underarter finns listade i Catalogue of Life.